# Tommaso Toffoli
Tommaso Toffoli (Montereale Valcellina, 1943) è un informatico italiano, professore di ingegneria elettrica e informatica alla Boston University dal 1995.
Ottenne la laurea in fisica presso l'Università di Roma nel 1967 e nel 1976 un Ph.D. in scienze del computer e comunicazione presso l'Università del Michigan. Nel 1977 entrò a far parte del Massachusetts Institute of Technology.
Fin dalla sua tesi di Ph.D., ha lavorato sulla teoria della vita artificiale e degli automi.